# Sa Falconera d'Alfurinet
Sa Falconera d'Alfurinet és una espadat a la costa de Tramuntana a Ciutadella de Menorca. És un penya-segat de 205 metres d'alçada. Als seus peus hi trobem les restes del poblat prehistòric d'Alfurinet.